# Suez Maru
SS „Suez Maru” – japoński statek pasażersko-towarowy, oddany do służby w 1919 roku.
W okresie międzywojennym przewoził pasażerów i towary na zlecenie linii żeglugowych Yamashita Kisen K.K. i Kuribayashi Syosen K.K. W 1937 roku został wyczarterowany przez Cesarską Armię Japońską i wziął udział w agresji na Chiny. W 1938 roku powrócił do służby cywilnej, lecz trzy lata później został ponownie zarekwirowany na potrzeby armii. W czasie wojny na Pacyfiku był wykorzystywany do przewozu wojska i materiałów wojennych. 29 listopada 1943 roku został zatopiony na Morzu Jawajskim przez amerykański okręt podwodny USS „Bonefish”. Przewoził wtedy około 550 alianckich jeńców wojennych. Wszyscy oni zatonęli wraz ze statkiem lub zostali wymordowani przez załogę japońskiego trałowca W-12.
„Suez Maru” jest zaliczany do grona tzw. piekielnych statków.

## Dane techniczne
„Suez Maru” był statkiem pasażersko-towarowym o długości 109,7 metrów, szerokości 15,6 metrów i zanurzeniu 7,9 metrów. Jego pojemność wynosiła 4646 BRT.
Napęd zapewniała maszyna parowa potrójnego rozprężania o mocy 377 NHP. Statek miał jedną śrubę. Jego kotły były opalane węglem. Osiągał maksymalną prędkość 11 lub 12 węzłów.
Był w stanie pomieścić do 548 pasażerów .

## Historia

### Budowa
Był jedną z pięciu jednostek typu „Yoshida Maru II”, które w latach 1917–1920 zbudowano w stoczni Uraga Senkyo Kabushiki Kaisha w Uradze (ob. część Yokosuki).
Budowę statku rozpoczęto 1 maja 1919 roku na zamówienie linii żeglugowych Yamashita Kisen Kabushiki Kaisha. Kadłub wodowano 25 czerwca 1919 roku; wtedy też jednostce nadano nazwę „Suez Maru”. Do służby weszła 17 sierpnia 1919 roku .

### Przebieg służby
W latach 1919–1932 „Suez Maru” pływał pod flagą linii Yamashita Kisen K.K., m.in. odbywając rejsy do Australii i Indii .
W październiku 1932 roku został sprzedany liniom Kuribayashi Syosen Kabushiki Kaisha .
W 1937 roku, w związku z wybuchem wojny japońsko-chińskiej, został wyczarterowany przez Cesarską Armię Japońską z przeznaczeniem do transportu wojska. W listopadzie tegoż roku uczestniczył w operacji desantowej w Zatoce Hangzhou. W 1938 roku armia zwróciła go macierzystym liniom .
We wrześniu 1941 roku został ponownie przejęty przez Cesarską Armię. Podczas pierwszej fazy wojny na Pacyfiku uczestniczył w inwazji na Malaje Brytyjskie, a następnie w inwazji na Jawę. W kolejnych miesiącach przewoził żołnierzy i materiały wojenne do różnych portów, m.in. do Rangunu .
25 listopada 1942 roku „Suez Maru” został storpedowany przez amerykański okręt podwodny USS „Thresher”. Statek nie zatonął, jednakże eksplozja torpedy spowodowała śmierć 126 japońskich żołnierzy, którzy znajdowali się pod pokładem. W kolejnych miesiącach „Suez Maru” prawdopodobnie przeszedł remont w Surabai. Powróciwszy do służby, pływał w konwojach – m.in. na Morzu Południowochińskim oraz na wodach Nowej Gwinei .

### Zatopienie

#### Przebieg wydarzeń
W drugiej połowie listopada 1943 roku na wyspę Ambon przywieziono ponad 800 alianckich jeńców wojennych. Wszyscy przebywali uprzednio w obozie na wyspie Haruku, uznawanym za jeden z najgorszych japońskich obozów jenieckich. Z powodu niedożywienia, chorób i wyczerpania nowo przybyli jeńcy znajdowali się w skrajnie złym stanie fizycznym. Jako niezdolni do pracy mieli zostać ewakuowani na Jawę.
W porcie w Ambonie na „Suez Maru” zaokrętowano 546 jeńców, w większości Brytyjczyków, a obok nich także pewną liczbę Holendrów. Około dwudziestu jeńców było tak ciężkim stanie, że musiano wnieść ich na noszach. Brytyjczyków i Holendrów ulokowano w rufowych ładowniach nr 3 i 4. W dwóch ładowniach dziobowych ulokowano natomiast około 250 rannych i chorych żołnierzy japońskich. Choć podczas tego rejsu „Suez Maru” pełnił de facto rolę statku szpitalnego, Japończycy nie zapewnili mu stosownych oznaczeń.
Jeńcy podróżowali pod kilkunastoosobową strażą, którą dowodził por. Masaji Iketani. Zdawał on sobie sprawę, że w przypadku zatopienia statku niewielkie jednostki eskorty nie będą mogły pomieścić wszystkich rozbitków. Zwrócił się więc o wytyczne do ppłk. Sanso Anamiego – zwierzchnika wszystkich obozów jenieckich na Molukach. Ten odpowiedział, że w takim wypadku jeńcy powinni zostać zastrzeleni.
25 listopada „Suez Maru” wypłynął z Ambonu. Towarzyszyły mu trzy jednostki: statek „Nichinan Maru” oraz trałowce W-11 i W-12. Pierwsze dni rejsu minęły bez godnych odnotowania wydarzeń. 27 listopada od niewielkiego konwoju odłączył się W-11, a następnego dnia – „Nichinan Maru”. Od tej pory „Suez Maru” podróżował wyłącznie w towarzystwie W-12 . Nad ranem 29 listopada, gdy japońskie jednostki znajdowały się na północny wschód od Wysp Kangean, dostrzegł je okręt podwodny USS „Bonefish”. Amerykańska jednostka śledziła Japończyków przez blisko cztery godziny, by około 9:20 wystrzelić w kierunku „Suez Maru” cztery torpedy Mark XIV . Dostrzegłszy ich wodny ślad, statek podjął gwałtowne manewry. Zdołał uniknąć dwóch torped, trzecia przedwcześnie wybuchła nieopodal burty, ostatnia trafiła jednak bezpośrednio w ładownię nr 4, zabijając wszystkich lub znaczną liczbę spośród znajdujących się tam jeńców. Wał napędowy został złamany, a niedługo później woda zalała maszynownię. Około 9:40 „Suez Maru” zatonął.
W-12 podjął bezskuteczny pościg za amerykańskim okrętem, a następnie powrócił, by ratować rozbitków. Do godziny 14:00 podjął z wody 205 japońskich żołnierzy oraz 93 członków załogi . Około 250 Brytyjczyków i Holendrów chwilowo pozostawiono w morzu. Dowódca trałowca por. Osumu Kawano zwołał oficerską naradę na mostku, aby omówić dalsze postępowanie. W jej trakcie kategorycznie oświadczył, że jego okręt nie będzie w stanie pomieścić dodatkowych rozbitków. Następnie zapytał Iketaniego, który przeżył zatopienie „Suez Maru”, czy armijne dowództwo pozostawiło jakiekolwiek wytyczne w sprawie postępowania w podobnej sytuacji. W odpowiedzi ten ostatni przyznał, że wytyczne przewidują zastrzelenie wszystkich jeńców. Kawano bez wahania przystał na to rozwiązanie. Iketani miał wtedy zasugerować alternatywę w postaci pozostawienia rozbitków w morzu. Dowódca trałowca stanowczo sprzeciwił się jednak tej propozycji, twierdząc, że niektórzy mogliby zostać uratowani przez amerykański okręt podwodny, a wtedy alianci zdobyliby potencjalnie ważne informacje wywiadowcze.
Masakra rozpoczęła się około 16:00. Przez blisko dwie godziny W-12 krążył w miejscu zatopienia „Suez Maru”, a jego marynarze i ocalali strażnicy metodycznie mordowali rozbitków ogniem karabinów i broni maszynowej. Japońscy świadkowie odnotowali, że w obliczu nieuchronnej śmierci niektórzy jeńcy do końca zachowywali godną postawę, stojąc wyprostowani na tratwach w oczekiwaniu na kule. Gdy zaczął zapadać zmierzch, trałowiec staranował kilka pustych szalup, po czym odpłynął w kierunku Jawy. Do dowództwa w Batawii nadano meldunek drogą radiową, informując, że jeńców „zlikwidowano”, gdy „usiłowali uciec”. Po kilku miesiącach aliantów poinformowano fałszywie, że wszyscy jeńcy zatonęli wraz ze storpedowanym statkiem.
Nie ocalał żaden z jeńców. Zginęło także 69 Japończyków. „Suez Maru” jest zaliczany do grona japońskich „piekielnych statków” (ang. Hellships).

#### Odpowiedzialność sprawców
Podpułkownik Sanso Anami został w lipcu 1946 roku skazany przez aliancki trybunał wojskowy w Singapurze na karę śmierci przez powieszenie. Sprawa wymordowania rozbitków z „Suez Maru” nie była jednak poruszana w trakcie tego procesu.
W maju 1949 roku jeden z byłych członków załogi trałowca W-12 napisał list do amerykańskich władz okupacyjnych, w którym ujawnił, że jeńcy-rozbitkowie z „Suez Maru” padli ofiarą masakry. Niedługo później kpt. Kawano i por. Iketani zostali zatrzymani. Podczas przesłuchań, które odbyły się w tokijskim więzieniu Sugamo, obaj przyznali, że rozbitków wymordowano, a następnie sfałszowano dokumentację dotyczącą tej sprawy. Ujawnienie tych faktów nastąpiło jednak dwa miesiące po tym, gdy władze okupacyjne oficjalnie zdecydowały o zaprzestaniu ścigania Japończyków podejrzewanych o zbrodnie wojenne. Brytyjski sekretarz stanu ds. wojny Manny Shinwell w porozumieniu z ministrem spraw zagranicznych Ernestem Bevinem podjął decyzję, że dla sprawy „Suez Maru” nie będzie czyniony wyjątek i zostanie ona umorzona. Najprawdopodobniej za tą decyzją stała niechęć do zadrażniania stosunków z Japonią w obliczu niedawno rozpoczętej zimnej wojny. W konsekwencji japońscy podejrzani zostali zwolnieni z aresztu i nie postawiono im żadnych zarzutów. Jednocześnie w obawie przed reakcją prasy i rodzin ofiar brytyjski rząd zadbał, aby sprawie wymordowania jeńców z „Suez Maru” nie nadawać rozgłosu.

## Upamiętnienie
Niewielki monument upamiętniający ofiary zatopienia „Suez Maru” został odsłonięty 29 listopada 2013 roku na terenie National Memorial Arboretum w brytyjskim Alrewas.